# Spadera unica
Spadera unica Peckham & Peckham, 1894 è un ragno appartenente alla famiglia Salticidae.
È l'unica specie nota del genere Spadera.

## Distribuzione
Gli esemplari di questa specie sono stati rinvenuti in Madagascar.

## Tassonomia
Per la determinazione delle caratteristiche di questo genere sono stati esaminati gli esemplari di S. unica Peckham & Peckham, 1894.
Posta in sinonimia con Pseudicius a seguito di un lavoro di Simon (1901a); considerazione respinta a seguito di un recente lavoro di Prószyński (2017b).
Dal 2017 non sono stati esaminati altri esemplari, né sono state descritte sottospecie al 2022.